# Jean d'Udine
Jean d'Udine (Landivizio, 1 de juliol de 1870 – París 1938), nom d'artista d'Albert Guillaume Cozanet fou un compositor, musicòleg, esteticista, crític musical, advocat i autor francès. Al seu temps, va ser conegut per promoure la «gimnàstica rítmica» com a mètode pedagògic. Tenia la mà trencada per engrescar nens per a la música clàssica. Va escriure diverses obres vulgaritzants sobre la música.

## Formació i carrera
El 1890 es va llicenciar en dret a Rennes. Entre 1891 i 1897 es va registrar com a advocat al barri de Saint-Nazaire. Cap al 1900 es va traslladar a París, on es va desenvolupar en la música. Va estar en contacte amb diverses persones importants del món de la música i la dansa. La Bibliothèque nationale de France conté lletres que li enviaren Gustave Charpentier, Alfred Cortot, Isadora Duncan i Henri Mogis. A més, va estudiar sota August Vandekerkhove a Cosmosofie. El 1908-1909 va estudiar mètodes eurítmics amb Jacques Dalcrose a Ginebra.

## Esotericisme
Jean d'Udine va ser convidat per Raymond Duval, a fer d'aprenent a l'escola de «cosmosofia» d'August Vandekerkhove (1838-1923), també coneguda com a S.U. Zanne. Inicialment d'Udine era un deixeble devot i S.U. Zanne fins i tot el veia com un successor potencial. La crítica de D'Udine sobre la filosofia del Cosmos va augmentar i va ser apartat del moviment després d'una consulta amb altres estudiants. El propi Jean d'Udine va pintar un conjunt de cartes de tarot, basades en la seva pròpia Orchestration des couleurs. Aquest tarot va ser en part a la base de la ruptura amb S.U. Zanne.

## Obres

### Escrits
- De la Corrélation entre els fils i les couleurs, 1897.
- L'Orchestration des couleurs, analyse, classification et synthèse mathématiques des sensations colorées.  París: A. Joanin et Cie, 1903, p. 246.
- Qu'est-ce que la gymnastique rythmique (1909)
- L'art et le geste (1910)[6]
- La Coordination des mouvements et la culture de la volonté de la gymnastique rythmique de Jacques-Dalcroze (1911)
- Les rapports musicaux des unités d'espaces et des unités de temps. Les naves et les pulsions (1912)
- Les Transmutations rythmiques (1922)
- Traité complet de géométrie rythmique (1926)
- Souvenirs intimes (records inèdits en benefici del seu fill)

### Composicions
- False héroïque pour piano
- Huit Géorythmies, per al piano, composite spécialement pour l'étude et l'exécution de figures de la dansa de la géométrie rythmique
- Les chants de la jungla (música amb poemes de Rudyard Kipling)